# Lenz Hächler
Lenz Hächler (3 maggio 2003) è uno sciatore alpino svizzero.

## Biografia
Sciatore polivalente attivo dall'ottobre del 2019, Hächler ha esordito in Coppa Europa il 20 dicembre 2022 a Sankt Moritz in discesa libera (34º) e ai successivi Mondiali juniores di Sankt Anton am Arlberg 2023 ha vinto la medaglia d'argento nel supergigante; ha debuttato in Coppa del Mondo il 18 dicembre 2023 in Alta Badia in slalom gigante, senza completare la prova, e ai successivi Mondiali juniores di Alta Savoia 2024 ha vinto la medaglia d'oro nello slalom speciale. Il 5 dicembre 2024 ha conquistato a Zinal in slalom gigante la prima vittoria, nonché primo podio, in Coppa Europa; non ha preso parte a rassegne olimpiche o iridate.

## Palmarès

### Mondiali juniores
- 2 medaglie:
  - 1 oro (slalom speciale ad Alta Savoia 2024)
  - 1 argento (supergigante a Sankt Anton am Arlberg 2023)

### Coppa Europa
- Miglior piazzamento in classifica generale: 2º nel 2025
- Vincitore della classifica di slalom gigante nel 2025
- 8 podi:
  - 4 vittorie
  - 3 secondi posti
  - 1 terzo posto

#### Coppa Europa - vittorie
| Data            | Località  | Paese    | Specialità |
| --------------- | --------- | -------- | ---------- |
| 5 dicembre 2024 | Zinal     | Svizzera | GS         |
| 6 dicembre 2024 | Zinal     | Svizzera | GS         |
| 13 marzo 2025   | Ål        | Norvegia | GS         |
| 17 marzo 2025   | Kvitfjell | Norvegia | SG         |

Legenda:

SG = supergigante

GS = slalom gigante

### Campionati svizzeri
- 2 medaglie:
  - 1 oro (slalom speciale nel 2023)
  - 1 bronzo (slalom gigante nel 2023)